# Slonimski rajon
Slonimski rajon (ryska: Слонимский район, vitryska: Слонімскі раён) är ett distrikt i Belarus. Det ligger i voblasten Hrodna voblast, i den västra delen av landet, 180 km sydväst om huvudstaden Minsk.